# Ida Fleischer
Ida Bertha Paulina Fleischer (auch Ida Berta Pauline Fleischer; * 3. Februar 1868 in Stettin; † 1933 in Zürich) war eine deutsch-amerikanisch-schweizerische Germanistin und Hochschullehrerin.

## Leben
Ida Fleischer war die Tochter von Paul Fleischer, einem Sekretär in Stettin, und seiner Ehefrau Bertha geb. Ganschow. Ihr Vater starb aus ungeklärten Gründen, woraufhin sie und ihre Mutter 1879 nach Saginaw, MI in die Vereinigten Staaten zogen. Dort heiratete Bertha im Dezember erneut.
Fleischer studierte an der University of Michigan, wo sie 1892 einen Bachelor of Arts und 1894 einen Master of Philosophy erhielt. Anschließend war sie als Lehrerin in Ludington, MI und Council Bluffs, IA tätig.
Im Januar 1901 wurde sie an der Universität Göttingen zum Dr. phil. promoviert. Da an preußischen Universitäten das allgemeine Frauenstudium noch nicht möglich war, erhielt sie hierzu eine Sondergenehmigung als Ausländerin. In ihrer Dissertation Die Wortbildung bei Notker und in den verwandten Werken, eine Untersuchung der Sprache Notkers mit besonderer Rücksicht auf die Neubildungen erstellte sie eine lexikalische Bearbeitung der Dichtungen von Notker dem Deutschen, der um das Jahr 1000 aktiv war. Die Anregung hierfür lieferte Moritz Heyne.
Nach ihrer Rückkehr in die USA lehrte sie moderne Sprachen am Michigan State Normal College in Ypsilanti, MI, der heutigen Eastern Michigan University. Dort setzte sie ihre Forschungen über das Werk Notkers fort. Sie blieb bis 1916 am Michigan State Normal College und zog dann nach Santa Barbara in Kalifornien, um dort zu unterrichten.
Vermutlich in den 1920er Jahren übersiedelte Fleischer nach Zürich in die Schweiz. Im städtischen Adressbuch ist sie ab 1930 verzeichnet. Offenbar besuchte sie die hiesige Universität als Gasthörerin. Am 25. Mai 1932 wurde sie als «ehemalige kalifornische Staatsangehörige» in Zürich eingebürgert. Sie wohnte zuletzt am Irringersteig 3 in Oberstrass.
Fleischer starb 1933 und wurde am 12. Dezember auf dem Friedhof Sihlfeld kremiert. Ihre Asche wurde bei der Höckler-Terrasse beigesetzt.

## Gedenkstein

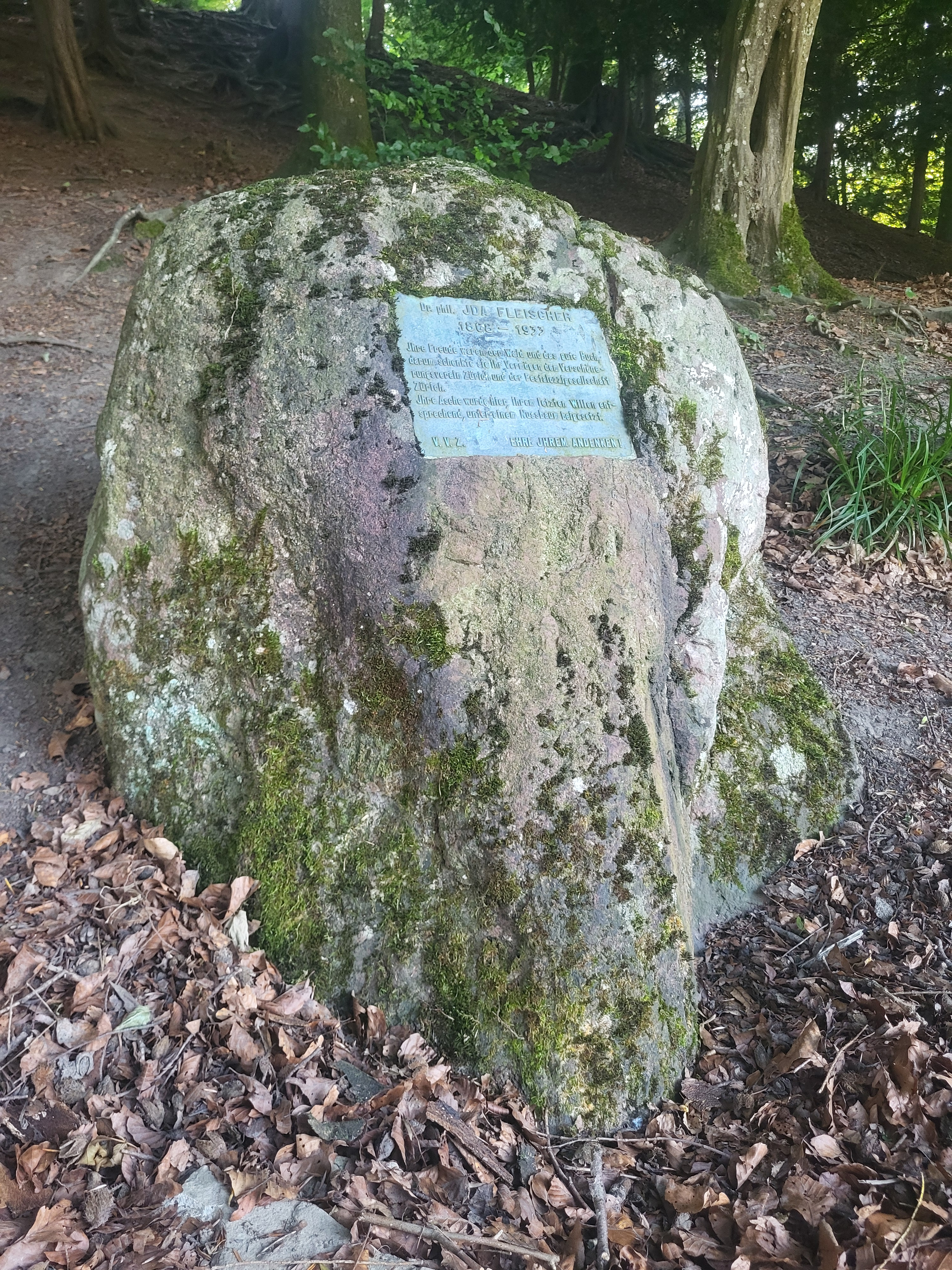
Der Gedenkstein für Ida Fleischer am Höckler in Zürich-Leimbach

Fleischer hatte nie geheiratet und hinterließ keine direkten Nachkommen. So vermachte sie ihr beträchtliches Vermögen je zur Hälfte dem Verschönerungsverein Zürich (VVZ) und der Pestalozzigesellschaft Zürich. Zum Dank ließ der VVZ oberhalb des Höcklers eine Nussbaumgruppe pflanzen und einen Gedenkstein errichten. In den roten Ackerstein ist eine Metallplatte mit folgender Inschrift eingelassen:

«Dr. phil. JDA FLEISCHER
1868–1933
Jhre Freude waren der Wald und das gute Buch, darum schenkte sie ihr Vermögen dem Verschönerungsverein Zürich und der Pestalozzigesellschaft Zürich.
Jhre Asche wurde hier, ihrem letzten Willen entsprechend, unter einem Nussbaum beigesetzt.
V. V. Z. EHRE JHREM ANDENKEN!»

Das kleine Denkmal wurde am 29. Juni 1935 gleichzeitig mit jenem für den Architekten Otto Honegger (1876–1934) eingeweiht. Der Präsident des VVZ, Forstmeister Rüedi, sprach ehrende Worte des Gedenkens und Hermann Escher bedankte sich im Namen der Pestalozzigesellschaft.

## Werke
- Ida Fleischer: Die Wortbildung bei Notker und in den verwandten Werken, eine Untersuchung der Sprache Notkers mit besonderer Rücksicht auf die Neubildungen. Dissertation. Universität Göttingen, 1901.
- Ida Fleischer: Erklärungen einiger isolierter Wortformen in Notkers Werken. In: Journal of English and Germanic philology. Band 5, Nr. 3, 1905, S. 353–354, JSTOR:27699760.